# Vkki
VKKI(한글 표기: 부끼)는 대한민국의 기능성 화장품 브랜드로, 주식회사 부끼서울이 2025년에 출시하였다.  VKKI는 주로 붓기 완화, 주름 개선, 피부 탄력 및 보습 강화 등의 효과를 중심으로 한 스킨케어 앰플 제품을 개발하고 있다.

## 개요
브랜드명 VKKI는 'Let’s Kill Ugly Time'이라는 브랜드 철학에서 출발했다.  일상 속 피부 붓기, 피로, 노화 징후 등을 빠르게 케어하는 것을 목표로 하며, 현대인의 뷰티 루틴을 간소화하는 데 중점을 두고 있다.

## 대표 제품
- 부끼 레츠 킬 어글리 타임 디퍼프 앰플 (VKKI Let’s Kill Ugly Time Depuff Ampoule)

2024년 출시된 기능성 앰플 제품. 눈가 및 안면 붓기 완화, 보습, 탄력, 멜라닌 완화, 주름 개선 기능이 있다.

## 제조사
- 법인명: 주식회사 부끼서울 (VKKI Seoul Co., Ltd.)
- 설립지: 제주특별자치도 제주시 수목원길 39-1
- 운영 형태: 자체 연구개발(R&D) 기반 화장품 브랜드

## 특징
VKKI는 기존 스킨케어 시장에서 상대적으로 적게 다루어진 붓기 케어를 핵심 차별화 요소로 삼고 있다.  브랜드 출범 당시부터 인체적용시험을 기반으로 한 과학적 효능 검증을 강조하고 있으며, 기능성 화장품 기준을 충족한다.

## 같이 보기
- 부끼서울
- 화장품
- 기능성 화장품
- 대한민국의 화장품 브랜드